# Chênée

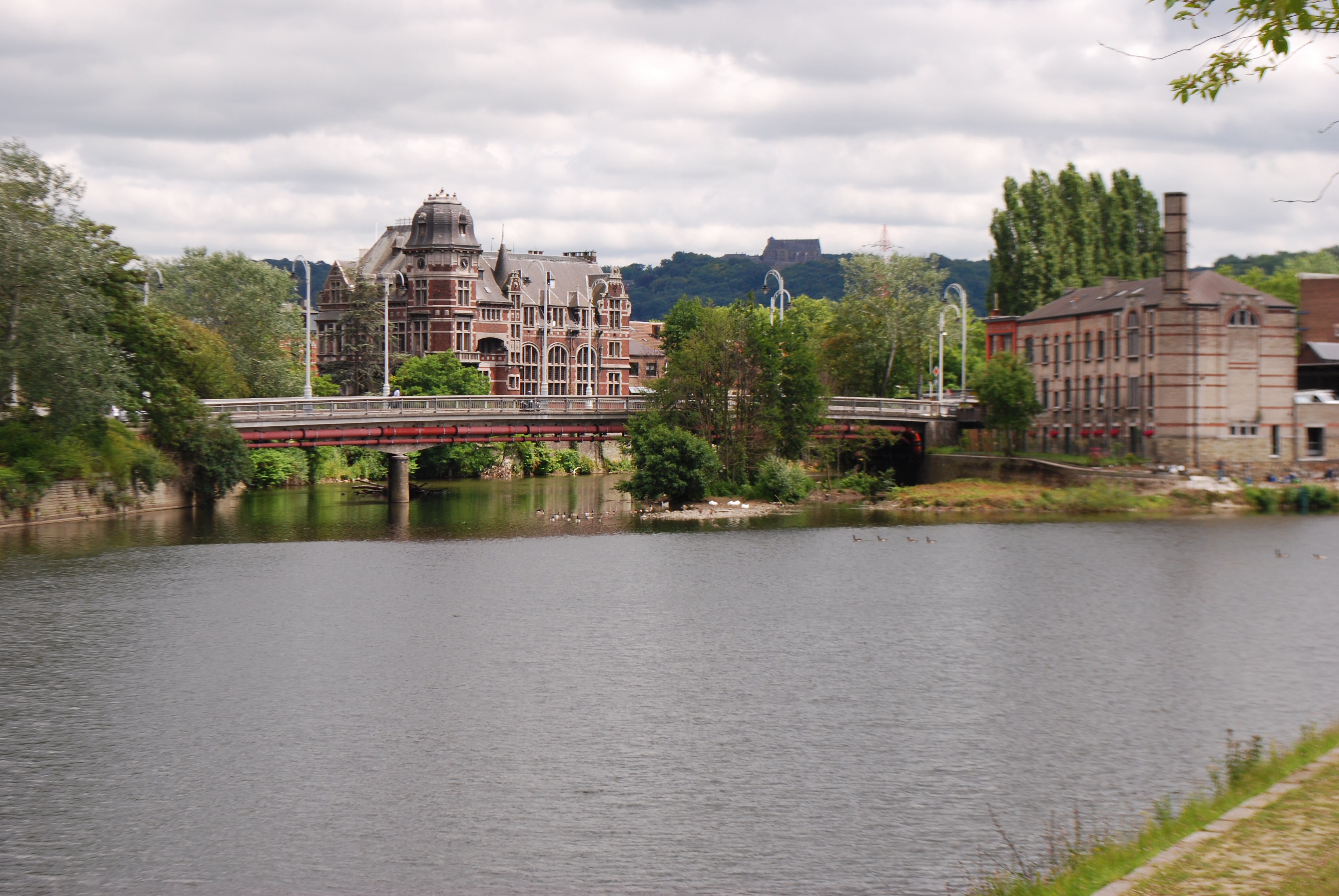
Der Zusammenfluss der Vesdre und der Ourthe. Das rot weiße Gebäude hinter der Brücke ist das alte Hôtel de Ville (Rathaus)

Chênée (französisch Chênéeⓘ, Tchinnêye auf wallonisch) ist ein eingemeindeter Teil von Lüttich im Bezirk Lüttich und der Provinz Lüttich. Chênée liegt an der Mündung der Vesdre in die Ourthe.

## Herkunft des Namens
Der Name Chênée leitet sich von chênaie (Eichenhain, einem kleinen Eichenwäldchen) ab. Die drei Rauten im Wappen stellen Eichenlaub oder Sandkörner (im Zusammenhang mit der jahrhundertelangen Tradition der Glasmacherei im Ort) dar.

## Geschichte

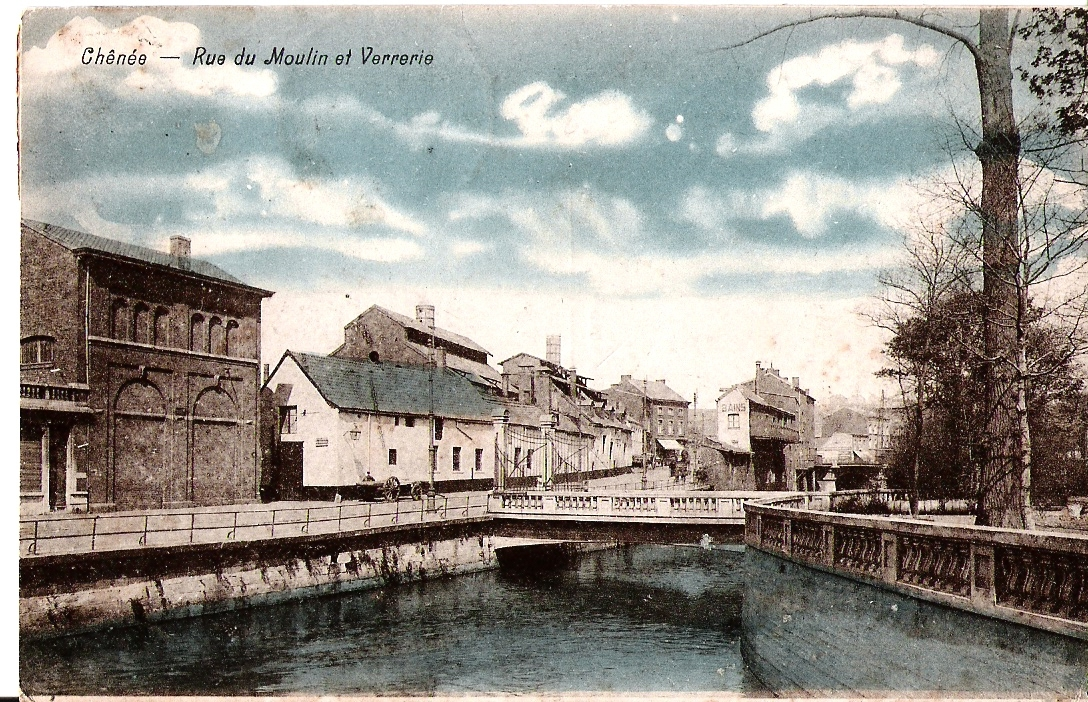
Industrieviertel, Rue du Gravier, 1 „Chênée - Rue du Moulin et Verrerie“, 1850

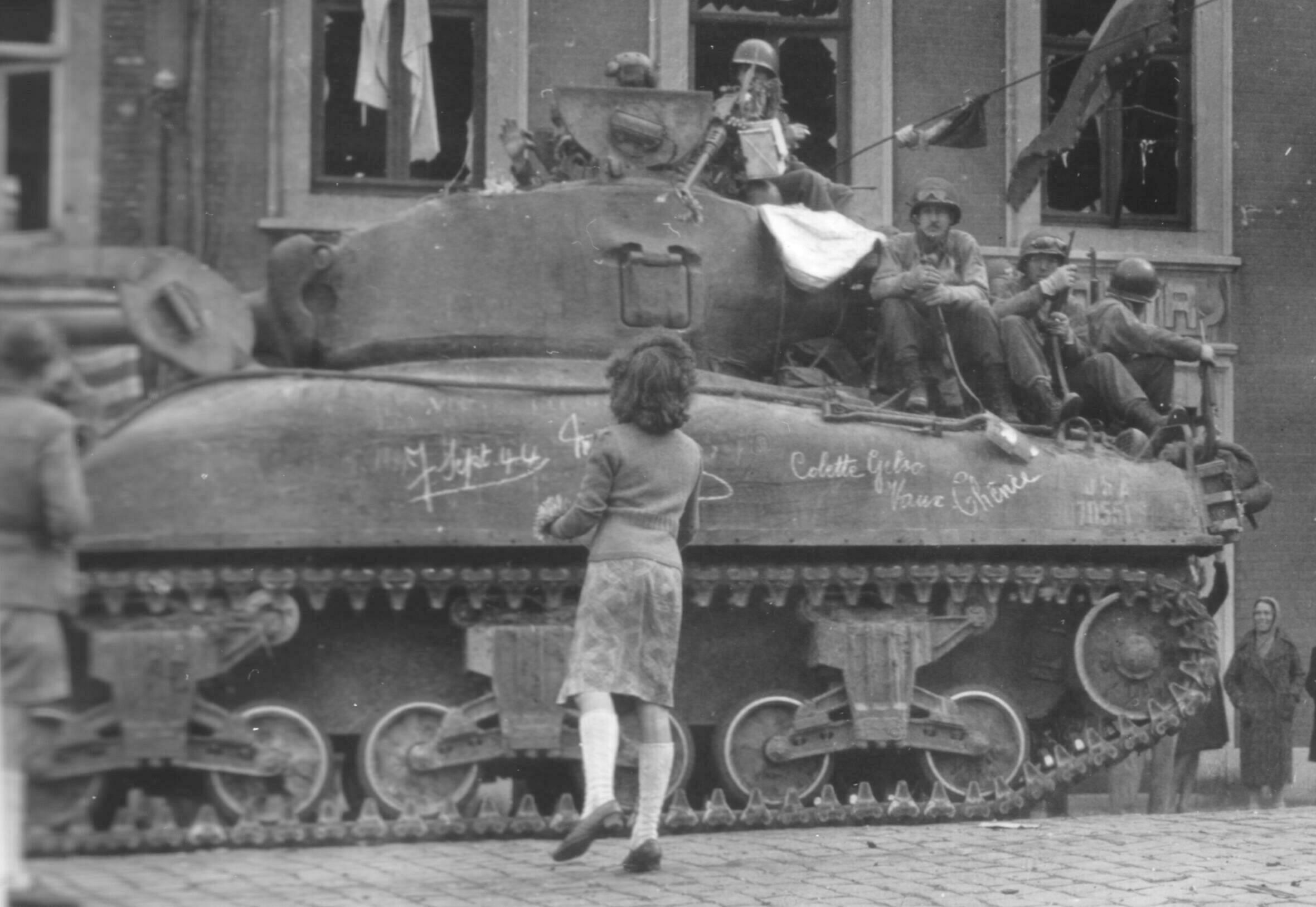
USA 3070551 der 3rd Armored Division wird von Einwohnern Chênés begrüßt, 8. September, 1944

Chênée entstand an der Kreuzung zweier Römerstraßen, der von Trier nach Tongern und der Route Jupille-Theux-Stavelot an einer Furt. Diese Lage erleichterte das hin übertreiben von Kühen, bevor hier die Pont de Lhoneux, die Brücke von Lhonneux gebaut wurde.
Die Existenz des Ortes wird erstmals im zwölften Jahrhundert in einer Urkunde unter dem Namen Kesneies bezeugt. Bis 1266 gehörte Chênée zur Vogtei Jupille, die der Diözese des Fürstentums Verdun unterstellt war. Der Bischof von Verdun, Haimo von Verdun erhielt das Gebiet im Jahre 1008 vom späteren Kaiser Heinrich II. Im Jahr 1266 spendete der Bischof von Verdun die Vogtei Jupille an den Fürstbischof von Lüttich, Heinrich III. von Geldern, womit die Dorfbewohner automatisch in den Besitz eben dieses Fürstbischofs übergingen und unter seine Gerichtsbarkeit fielen.
Im Jahr 1318 wurde das Dorf von Johann von Böhmen im Krieg gegen Fürstbischof Adolf II. von der Mark niedergebrannt.
1691 wurde es erneut niedergebrannt, diesmal von den Armeen Ludwig XIV. unter dem General Louis-François de Boufflers.
Ebenfalls musste Chênée den Rückzug der österreichischen Armee nach der verlorenen Schlacht bei Fleurus 1794 über sich ergehen lassen. Während der Franzosenzeit (Ende des 18. Jahrhunderts) wurde Chênée eine eigenständige Gemeinde.
Chênée kannte 1758 drei Glasfabriken: Grandchamps & Coune, Bonniver und Cambresier & Co. Schließlich blieben die Verrerie Grandchamps, die die Flaschen für das belgische Mineralwasser Spa produzierten. Dies war die Nachfolge der Verreries d'Amblève, die 1721 in Aywaille gegründet wurde.
Die Eroberung von Lüttich 1914 (Bataille de Liège auf Französisch) war das erste Gefecht der deutschen Invasion in Belgien und die erste Schlacht des Ersten Weltkrieges.
Im Zweiten Weltkrieg wurde Chênée am 8. September, 1944 durch Truppen des 36th Infantry Regiment der US-Army befreit.
1977 wurde Chênée nach Lüttich eingemeindet.
Am Zusammenfluss von Vesder und Ourthe befand sich eine Mühle, deren Mauern noch heute bestehen.

## Persönlichkeiten aus Chênée
- Clélie Lamberty, Künstlerin, Malerin (1930–2013)
- Charles Descardre, Bürgermeister von 1882 bis 1891
- Lucien François, Richter am Belgischen Verfassungsgericht (1989–2004)
- Jean-Louis Lejaxhe, Schriftsteller
- Nicolas Gilsoul (* 1982), Rallyebeifahrer
- Einige Vorfahren von Kate Bolduan, die Familie Rousselle, emigrierte aus Chênée nach Amerika.

## Galerie

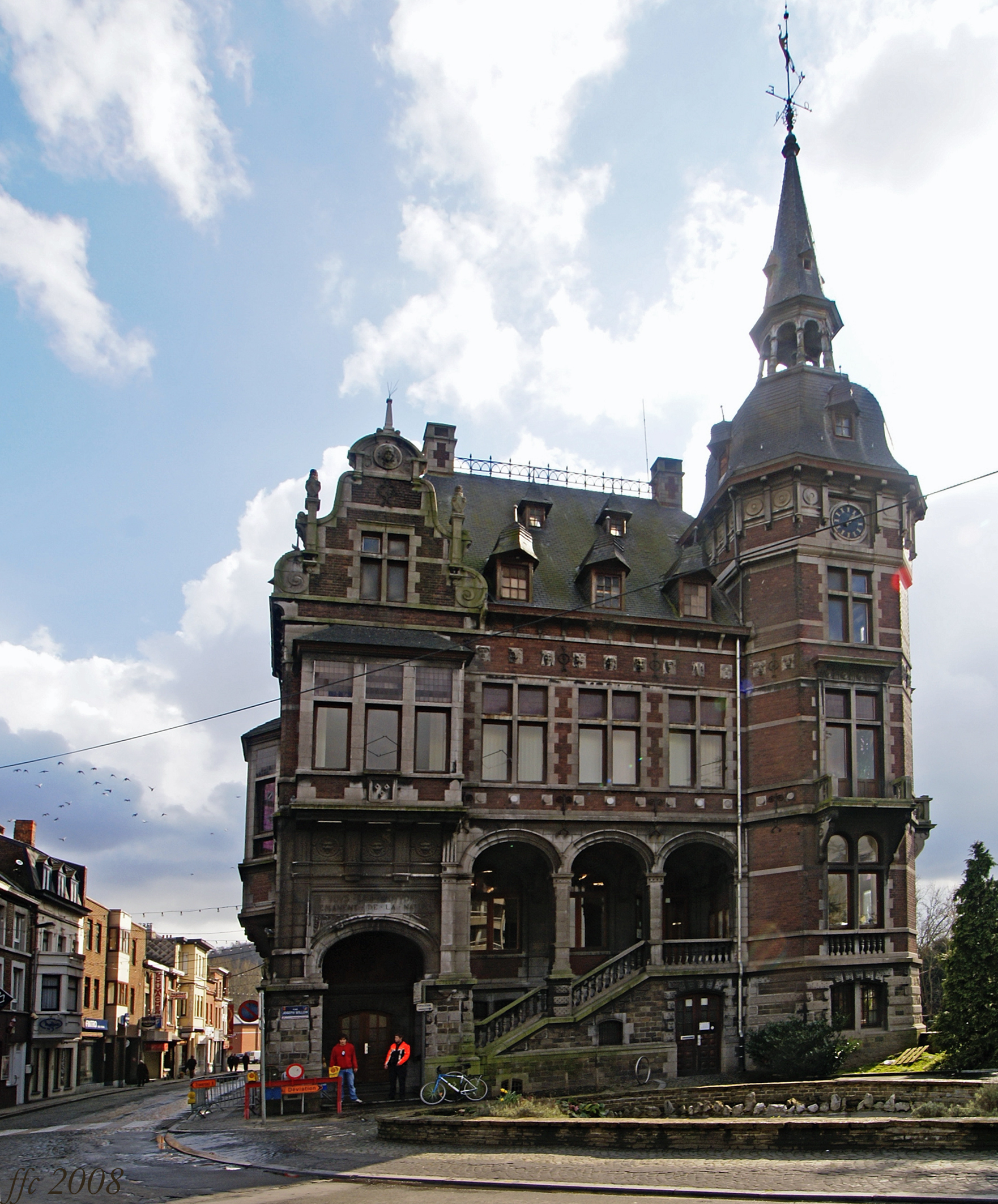
Das ehemalige Gemeindehaus von Chênée
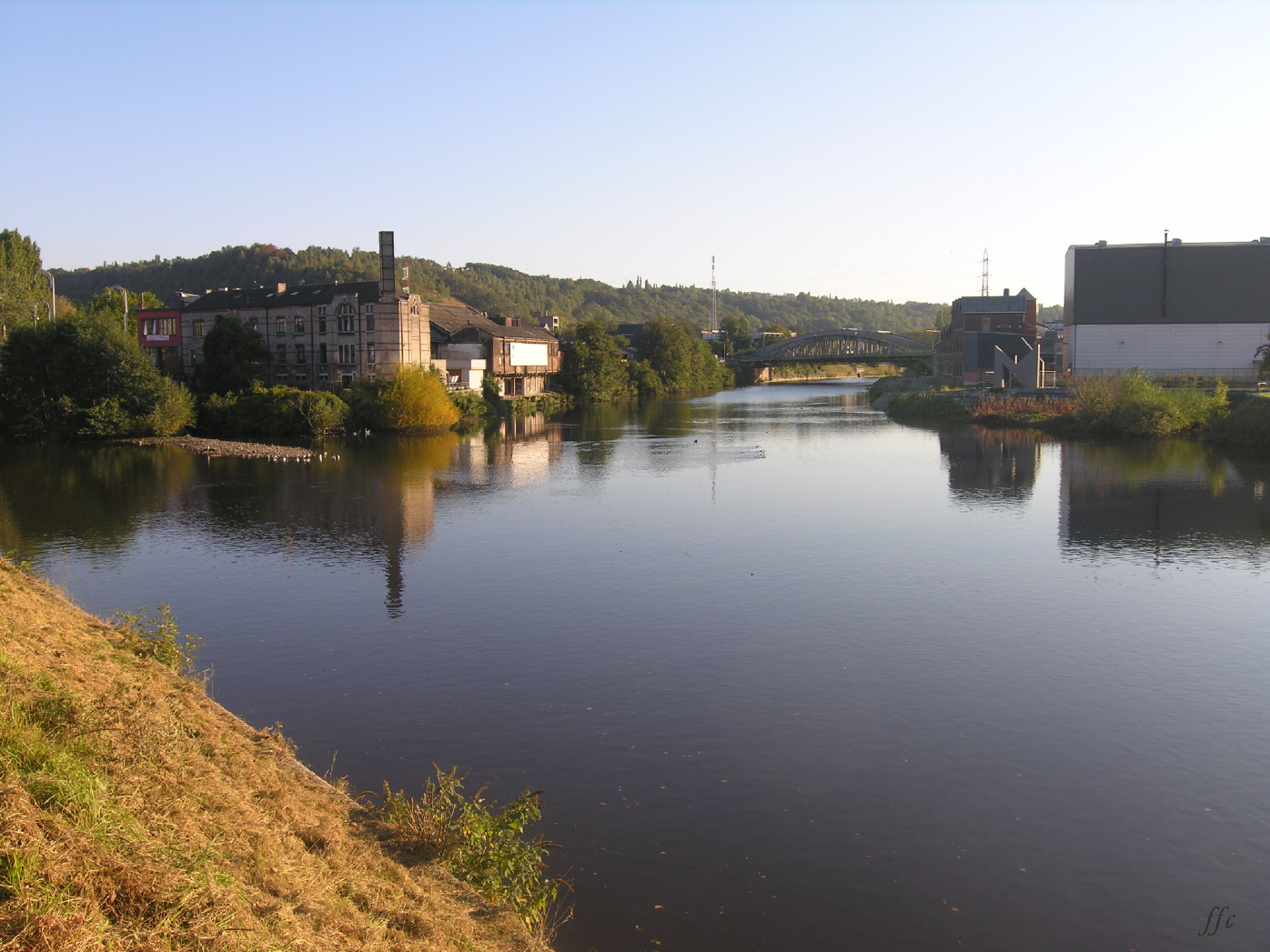
Die Mündung der Vesdre (von links) in die Ourthe
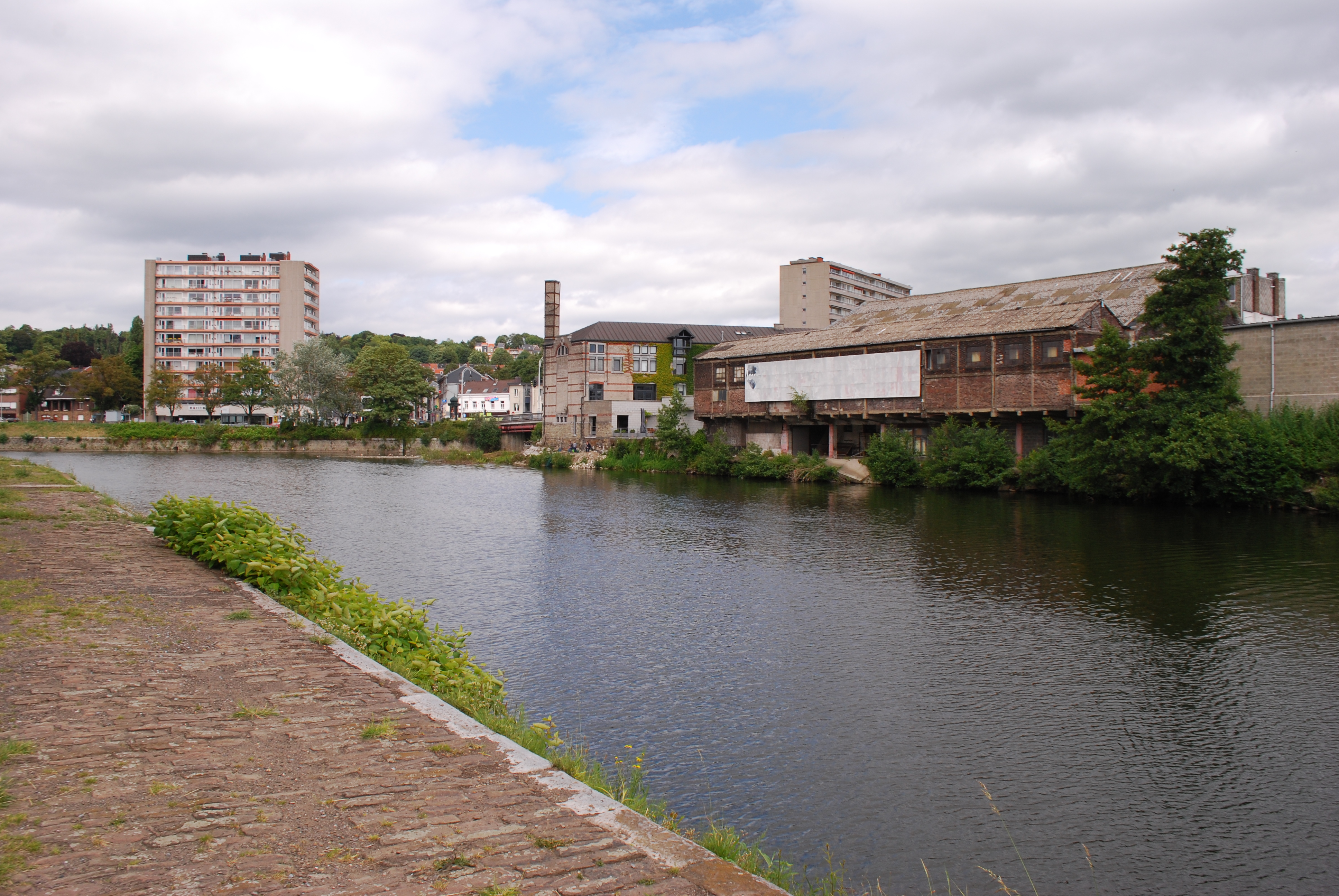
Blick auf die Ourthe
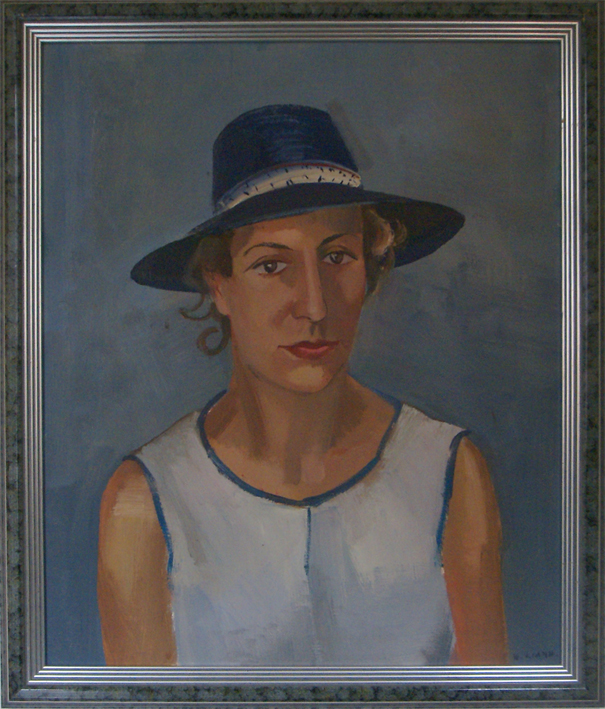
Clélie Lamberty gemalt von Robert Liard, 1977
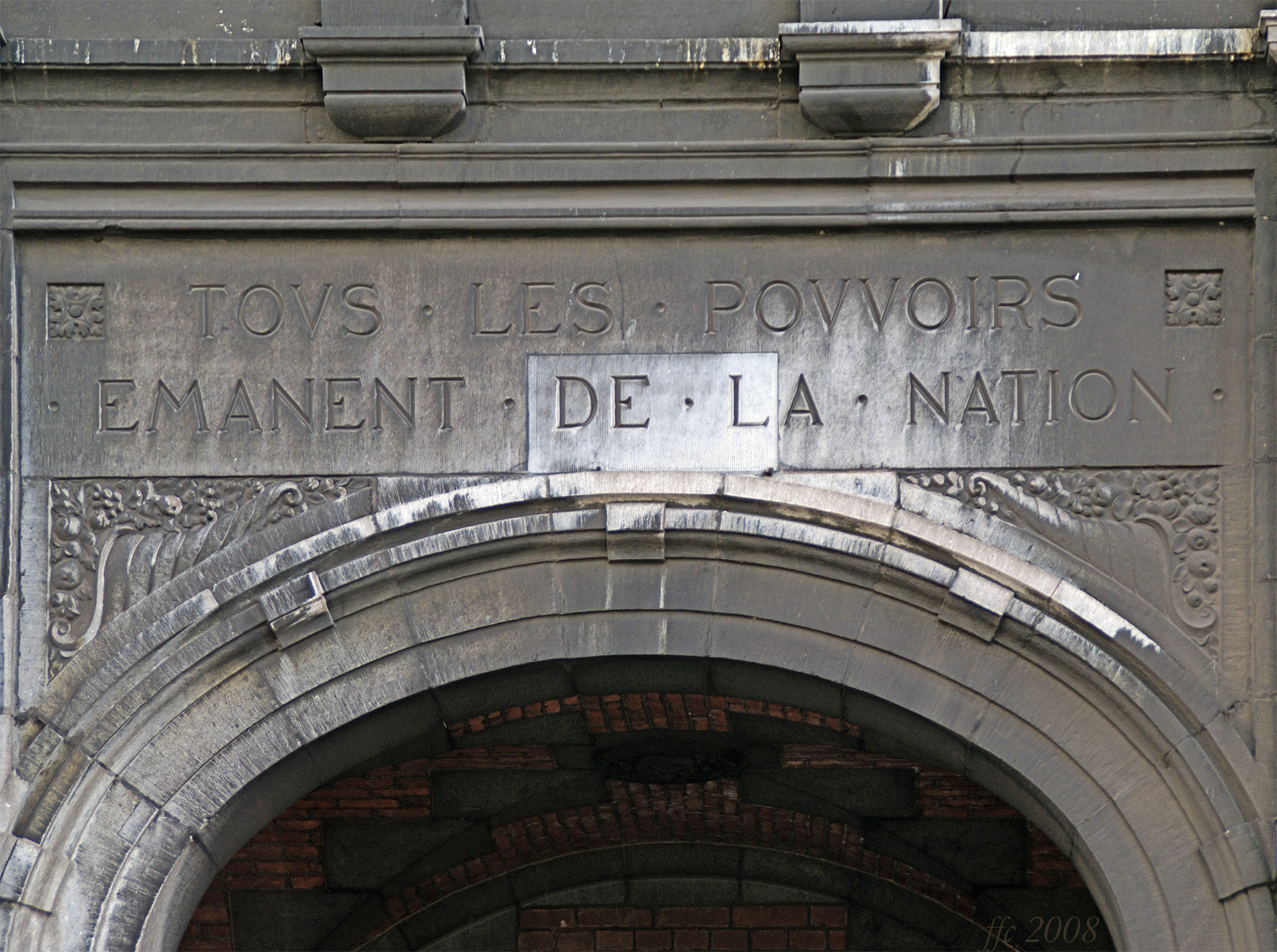
Tous les pouvoirs émanent de la Nation – Alle Mächte kommen aus der Nation, Artikel 33 der belgischen Verfassung
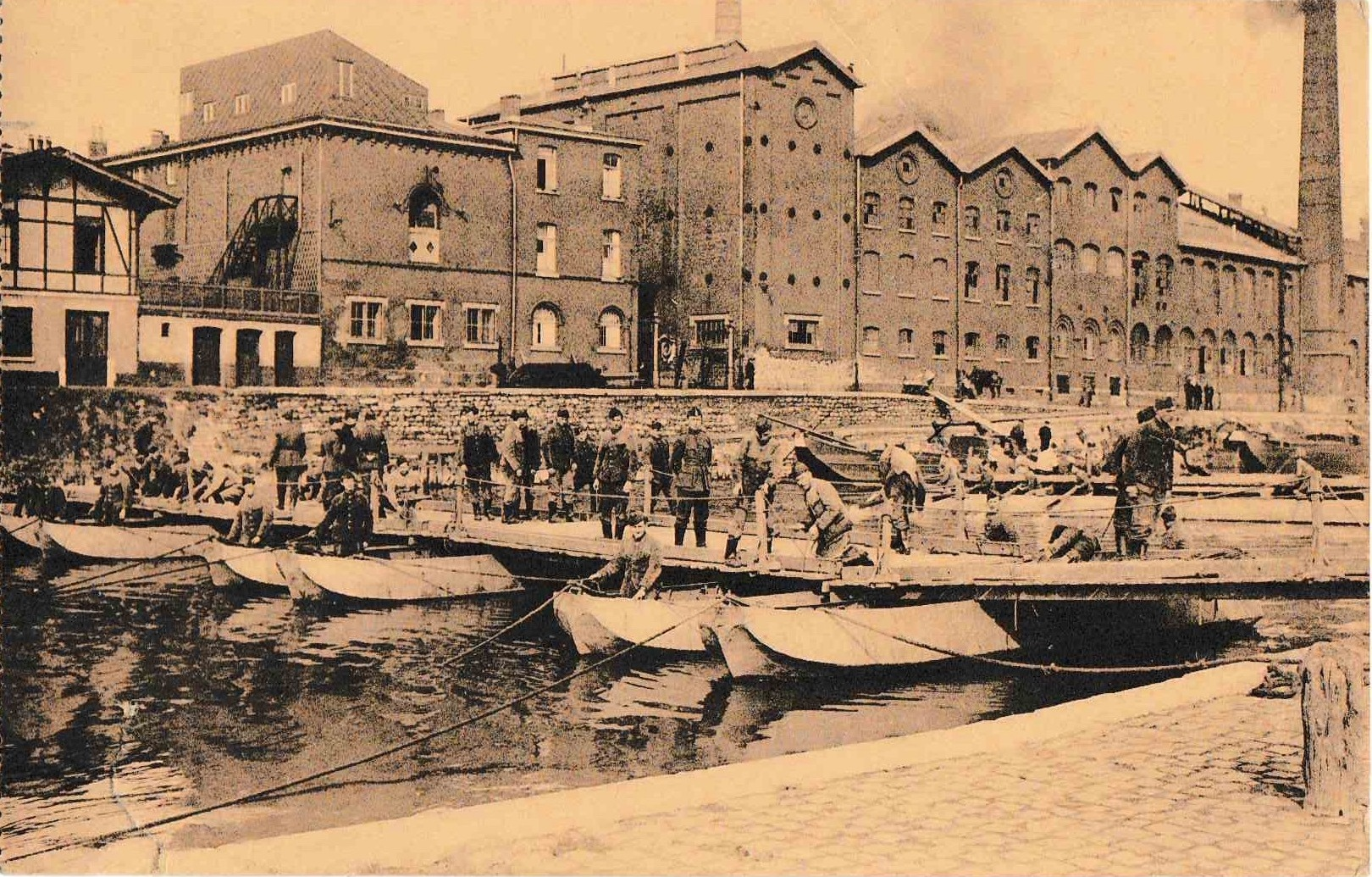
3e régiment du génie (in der französischen Wikipedia), Das 3. Französische Pionier Regiment bei Brückenlegearbeiten auf eine Pontonbrücke, 1930er Jahre.